# Nacionalismos Latino-americanos

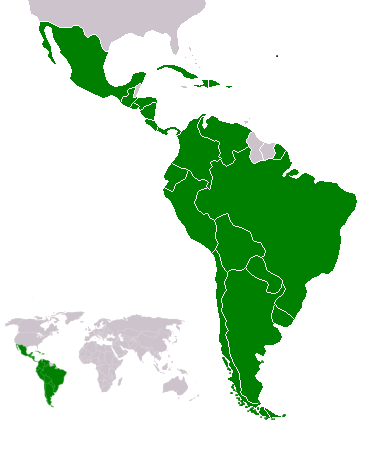
Mapa político da América Latina

A América Latina é um território que compreende desde o México até a Argentina, incluindo as Ilhas Caribenhas. Esse espaço foi colonizado, principalmente, pelos portugueses, espanhóis, holandeses, franceses e ingleses, durante mais de três séculos (XVI-XIX), de modo que houve a formação de nações culturalmente diversas, mas que apresentam processos históricos e características afins. Além disso, o território tem as maiores diásporas de espanhóis, portugueses, africanos, italianos, libaneses, árabes e japoneses do mundo. A região também possui grande população de alemães (a segunda maior depois dos Estados Unidos), franceses, chineses e judeus. Em menor grau, há presença de suíços, suecos, coreanos, indianos, turcos, gregos, palestinos, israelitas, finlandeses e islandeses. Logo, o termo “nacionalismos latino-americanos” pressupõe que, mesmo havendo semelhanças nos compartilhamentos entre os povos da região, estes manifestam sentimentos nacionais que exprimem elementos distintos, os quais são frutos da formação nacional particular do país em que habitam. Dessa forma, estudá-los é extremamente complexo.

## Processo histórico de construção das nações latino-americanas
Os nacionalismos latino-americanos surgem em um contexto histórico no qual o continente estava sob domínio de potências estrangeiras, Portugal e Espanha, que gozavam dos benefícios do terrível sistema colonial. Logo, o sentimento nacional nessa parte do globo floresce, devido à insatisfação perante o colonizador e, consequentemente, apresenta características revolucionárias. Esses traços são baseadas em noções de igualdade e liberdade, desenvolvidas por autores como John Locke e Jean Jacques Rousseau, os quais pregavam o direito de todos os povos à determinar a forma de governo sob a qual vivem e a gozar de representação política. Ademais, a Independência Americana inspirou os movimentos nacionalistas latino-americanos, o que os rendeu um caráter predominantemente cívico, e não assentado em aspectos étnicos, ligados a uma única raça. Tal sentimento nacional aumenta à medida que as colônias de Espanha e Portugal crescem economicamente e se tornam mais estáveis socialmente, já que as suas elites locais se tornam mais confiantes, acreditando que são capazes de se auto-governar. Portanto, as guerras de libertação nacional são a porta de entrada para a ideia de nação na América Latina.
As revoluções latino-americanas não foram realizadas mediante uma mobilização que destacasse as diferenças culturais entre as colônias e a metrópole, devido à falta de elementos étnicos para a autodeterminação desses povos. Logo, seu caráter foi essencialmente econômico, contra a exploração colonial centenária. Essa ausência de fatores étnicos no discurso nacionalista revolucionário se deu por conta das enormes diversidades regionais, raciais e sociais nas colônias. A mais forte dessas divisões era, sem dúvidas, a visão das elites sobre os indígenas, que não os reconheciam como cidadãos, apenas os enxergavam como contribuintes, isto é, pagadores de impostos que não deveriam usufruir de nenhum direito social. Na visão das elites, os povos originários eram um obstáculo a ser superado nos esforços para o desenvolvimento da nação. Por conseguinte, a adoção de símbolos pré-colombianos e o uso do termo "nação", fazendo alusão à noção de que todos são iguais e de que, portanto, todos devem ter os mesmos direitos, não passou de uma manobra política das elites locais visando mobilizar as camadas subalternas da população para legitimar o controle do poder central. Dessa forma, com a independência das colônias, desenvolveu-se um nacionalismo assentado, sobretudo, na ideia de que os recursos naturais daquele território pertenciam às pessoas que ali viviam e produziam e que, portanto, seguia os propósitos econômicos da revolução nacional.
Contudo, apesar de a independência ter significado o fim da jurisdição colonial, a dependência econômica da América Latina com a Europa não cessou, já que o esforço revolucionário exigiu a captação de recursos financeiros vindos do Norte, na forma de empréstimos, para o estabelecimento de suas novas nações. Consequentemente, o avanço na matéria de direitos individuais e direitos políticos foi deixado em segundo plano, em detrimento das políticas visando assegurar as necessidades econômicas da população.
Durante o século XIX, na ausência de conflitos inter-estatais, muito importantes, segundo Hobsbawm (2017), para o forjamento de identidades nacionais, observou-se diversos esforços para a integração nacional, dentre os quais a integração física e a integração social foram os mais importantes. Tais formas de integração se caracterizam, respectivamente, pela construção de meios de transporte que conectam as regiões dos territórios nacionais e pela imposição cultural e linguística sobre os indígenas, visando à unificação.
A Crise de 1929 evidenciou-se como um momento de inflexão do nacionalismo latinoamericano, dado que objetivando enfrentá-la, as elites locais criaram políticas econômicas nacionalistas, de caráter desenvolvimentista, visando a industrialização e a urbanização. O período que se seguiu dessa crise foi de extrema fragilidade, o que suscitou duras críticas ao sistema capitalista e, sobretudo, à divisão internacional do trabalho, que prejudicava os Estados latinoamericanas em detrimento dos Estados europeus. Logo, produziram-se diversas teorias, como as teorias da Comissão Econômica para a América Latina (CEPAL) na década de 60, que criticavam a maneira como as economias latinoamericanas se inseriram na economia mundial, dado que o modelo agro-exportador (herança colonial) apenas beneficiava uma pequena elite ligada ao capital internacional. Assim, de acordo com esses teóricos, por ser capaz de produzir somente bens agrícolas - insumos de menor valor agregado -, as economias da região sofriam com uma situação de dependência externa, haja vista que apenas as nações desenvolvidas podiam os abastecer de produtos mais complexos - de maior valor agregado. Dessa forma, como afirma Nicola Miller (2006), “Existe até os dias atuais uma tendência para muitos setores da sociedade latinoamericana de enxergar o nacionalismo como uma defesa crucial contra a usurpação do capital internacional”. Desse modo, “como Hobsbawm (1995) coloca, pelo menos desde a Revolução Mexicana (1910-20) em diante, o nacionalismo na América Latina frequentemente assume uma ênfase esquerdista, ‘desenvolvimentista, anti-imperialista e popular".
Portanto, emergiu uma forma de nacionalismo que opunha os latinoamericanos aos estrangeiros, especialmente os europeus e americanos, e que, consequentemente, abarcava grupos subalternos em sua concepção de nação. Logo, o nacionalismo da região adquiriu traços populares e passou a valorizar elementos da cultura popular local, que até então eram endossados apenas de forma oportuna, genuinamente. Na metade do século XX, a manifestação desses elementos nacionais ampliou-se, devido à ascensão dos meios de comunicação de massa, como a televisão e o rádio – mecanismos que facilitaram a comunicação entre povos, fazendo surgir maiores identificações. Ademais, é correto afirmar que houve, por parte dos Estados da região, “estratégias de ‘nacionalização’ de práticas culturais consideradas ‘populares’, como certos tipos de música e festejos populares, como o Carnaval no Brasil, El Día de Los Muertos, no México, e outros”. Não obstante, deve-se ressaltar que o nacionalismo latino-americano está muito mais associado ao anti-imperialismo do que aos separatismos de base étnica-linguística.
Vale destacar que há pesquisadores que acreditam que a década de 30 não foi apenas um momento de mudanças no nacionalismo latinoamericano, mas o momento de sua gênese. Segundo Siekmeier (2017): "somente com as políticas econômicas nacionalistas que se seguiram à Grande Depressão, incluindo a industrialização e a urbanização, os estados latinoamericanos adquiriram recursos e, consequentemente, habilidade para criar tradições, mitos e ideias (e efetivamente disseminá-las) para provocar um efetivo processo de construção nacional." 
Logo, sob essa visão, a criação dos Estados latinoamericanos teria sido anterior à formação de sua nação, e não um processo de constituição mútua.
É preciso entender que os nacionalismos latinoamericanos são um fenômeno diferente do europeu. Ainda que a Segunda Guerra Mundial tenha sido um evento de grandes proporções que afetou, mesmo que não diretamente, o mundo inteiro, o seu impacto na América Latina foi extremamente diferente da sua influência na Europa. Enquanto no velho mundo gerou-se um trauma ao redor do nacionalismo, dado que, em grande medida, esse elemento foi responsável pela devastação da guerra, no novo mundo isso não aconteceu. Por conseguinte, o nacionalismo latinoamericano continuou sendo “concebido, primeiramente, em termos emancipatórios”.
A década de 80 trouxe consigo uma grande recessão mundial, cujos efeitos contribuíram para a crise da dívida latino-americana, que atingiu fortemente vários países da região. Diante de um cenário de estagflação, os governos latino-americanos substituíram as políticas econômicas desenvolvimentistas em vigor, em muitas regiões, desde a década de 30, pelas políticas econômicas de cunho neoliberal do Consenso de Washington. Logo, o nacionalismo latino-americano perdeu seu viés esquerdista e surgiu como um discurso de bases étnico-linguísticas, que não reivindicava territórios específicos e que, por consequência, não apresentava tendências separatistas. Consequentemente, passou-se a conceber, de maneira geral, a nação de forma mais plural, isto é, como resultado da junção de diversos povos, de diferentes línguas e costumes e, consequentemente, o nacionalismo latinoamericano tomou uma forma cívica. Dessa forma, na América Latina “a heterogeneidade é concebida como parte da nação”.

## O caso brasileiro
O nacionalismo brasileiro tem suas peculiaridades em relação aos demais países da América do Sul, exigindo uma análise mais minuciosa sobre o seu desenvolvimento histórico ao longo dos anos. Assim, é importante compreender esse fenômeno sob três perspectivas principais e que guiarão a análise. Isto é, como ele se relaciona com a formação nacional, os símbolos e a sua utilização no contexto atual. 
1. Em primeiro lugar, é fundamental compreender como decorre sua formação nacional, pois esta teve seu ponto de partida marcado pela vinda da família real portuguesa em 1808, como muito bem abordado por Boris Fausto em seu livro “História Concisa do Brasil”. Esse acontecimento impulsionou uma ruptura com o status colonial anterior e estabeleceu as bases para a construção de uma identidade nacional mais autônoma. O nacionalismo começou a emergir a partir desse contexto, uma vez que a presença da côrte real no Brasil estimulou o senso de pertencimento a uma entidade política única, separando-se gradualmente das amarras coloniais.
2. Além disso, com a chegada dessa elite e, no decorrer dos anos, com essa elite cada vez mais viajada em territórios europeus, foi-se disseminando um pensamento brasileiro de se modernizar e igualar à Europa. A tentativa de modernização foi uma característica marcante do nacionalismo brasileiro no século XIX. A introdução de reformas, como a abolição da escravidão em 1888, refletiu o desejo de se adequar aos valores ocidentais, embora essas mudanças fossem frequentemente ambíguas em relação à questão racial. Essa constante busca de adequação ao sistema internacional, principalmente no setor econômico, desenvolveu os pilares bases para o termo que, Nelson Rodrigues mais tarde vai cunhar de “Complexo de vira-lata”, ou seja, descreve um sentimento de inferioridade e inadequação cultural e social em relação às nações consideradas mais desenvolvidas.
3. Outros assuntos permearam e moldaram o desenvolvimento da discussão nacionalista no Brasil como, por exemplo, a raça e o racismo. Durante o século XIX, a busca por modernização e a tentativa de se equiparar ao sistema internacional frequentemente entravam em conflito com a realidade racial do Brasil. A construção da identidade nacional muitas vezes implicava a valorização de elementos considerados europeus e a desvalorização das influências culturais africanas e indígenas. O ideal de branqueamento da população, através da imigração europeia, por exemplo, refletia a busca por uma imagem de modernidade associada à brancura.

No entanto, é importante destacar que essa construção da identidade nacional frequentemente ignorava a rica diversidade étnica e cultural do Brasil. A população brasileira é resultado de uma miscigenação complexa que envolveu povos indígenas, africanos, europeus e outras origens étnicas, gerando uma heterogeneidade única. O nacionalismo, ao enfatizar uma imagem monolítica de brasilidade, muitas vezes marginalizava e invisibilizava grupos raciais não-brancos.
Logo, o debate entre raça e racismo na temática do nacionalismo brasileiro está intrinsecamente relacionado aos pensamentos de Gilberto Freyre e o “mito da democracia racial”. Esse conceito afirmava que a mistura étnica no Brasil resultou em uma convivência pacífica entre as raças, desconsiderando as profundas desigualdades raciais presentes na sociedade. Esse mito contribuiu para a negação das questões raciais e para a perpetuação do racismo estrutural, ao mesmo tempo em que minimizava o papel do racismo na construção nacional. Em sua obra amplamente difundida, "Casa Grande e Senzala", o autor adota uma perspectiva oposta às teorias do chamado "racismo científico" do início do século XX, que propugnavam a ideia de pureza racial e a promoção do "branqueamento" da população brasileira como um meio de atingir um estágio superior de progresso social. Nesse sentido, o autor brasileiro se distancia dessas teorias, argumentando que é a mistura racial que dá origem a uma população mais robusta e com maior potencial de desenvolvimento. Contudo, a tese de Freyre encontra críticas, uma vez que presumia uma relação cordial entre senhores e escravos no contexto do período colonial brasileiro.
Ademais, é importante o entendimento de como os símbolos podem ser utilizados para criar essa identidade do nacionalismo e como eles foram e são utilizados ao longo do processo histórico brasileiro com essa estratégia. Nesse sentido, a apropriação de símbolos desempenha um papel crucial na formação da identidade nacional. Conforme observado por Hobsbawm e Ranger (1983), símbolos culturais e históricos são frequentemente recontextualizados e reinterpretados pelos movimentos nacionalistas para criar uma ligação emocional entre o passado e o presente.
A apropriação de símbolos também facilita a criação de uma narrativa nacionalista unificadora. Através da seleção seletiva de eventos históricos e figuras proeminentes, os nacionalistas podem moldar uma narrativa que enfatiza a importância única de seu grupo na história. Ao transformar esses elementos em símbolos, os nacionalistas constroem uma linguagem visual e cultural que ressoa com as aspirações e valores do movimento. Dessa forma, os símbolos se tornam veículos eficazes para disseminar uma ideologia compartilhada.
Logo, alguns desses símbolos se tornaram proeminentes na história brasileira e merecem destaque de análise. Em primeiro lugar, tem-se o símbolo de Joaquim José da Silva Xavier, popularmente conhecido como Tiradentes. No início do século XIX, o Brasil estava em processo de redefinir sua identidade em meio às transformações sociais e políticas. Nesse contexto, Tiradentes emergiu como uma figura emblemática, cujo significado foi reinterpretado pelos nacionalistas para atender às demandas do momento. Conforme apontado por Mello (2000), a figura de Tiradentes foi associada à ideia de sacrifício pessoal em prol da liberdade e independência, alinhando-se com os objetivos do movimento de emancipação nacional. 
A apropriação de Tiradentes como símbolo nacional permitiu a construção de uma narrativa coesa de heroísmo e resistência contra a opressão colonial. De acordo com Carvalho (2012), os nacionalistas promoveram a ideia de que Tiradentes personificava a luta contra a dominação estrangeira e a busca pela autonomia política. Essa narrativa foi habilmente tecida para inspirar um sentimento de unidade e orgulho entre os brasileiros.
Outrossim, a bandeira brasileira consoante ao hino brasileiro também se faz importante na análise. Nesse sentido, a bandeira e o hino nacional foram recontextualizados pelo nacionalismo histórico brasileiro com o intuito de transmitir valores e narrativas que reforçassem a identidade nacional. Como mencionado por Anderson (1983), os símbolos são “instrumentos de comunicação social”, que podem ser transformados para se adequar às necessidades das ideologias dominantes. Logo, além de promoverem uma narrativa compartilhada, a bandeira e o hino foram utilizados para mobilizar e unir as massas em torno de objetivos nacionais, com o intuito de despertar sentimentos de pertencimento e lealdade. 
Finalmente, mas não menos importante, é fundamental compreender que o nacionalismo, não exclusivamente no Brasil, desempenha um papel estratégico e ativo atualmente. Assim, o Brasil se encontra em uma fase de extrema globalização, isto é, com influências culturais, econômicas e tecnológicas que moldam as noções de identidade. Assim, é válido compreender que essa realidade desafia as fronteiras nacionais e instiga uma interconexão cultural que pode afetar a coesão da identidade nacional. Isso, somado à diversidade regional e étnica de um país continental como o Brasil impacta diretamente essa coesão.
Portanto, pode-se concluir que o nacionalismo brasileiro difere notavelmente de seus vizinhos sul-americanos, impulsionado por sua história singular e pela diversidade cultural. Compreender suas implicações na formação nacional, sua relação com os símbolos identitários e sua aplicação no cenário atual é essencial para capturar a rica complexidade desse fenômeno que continua a moldar a identidade e a trajetória do Brasil.

## Nacionalismos fragmentados
O nacionalismo caribenho difere substancialmente de outros nacionalismos latinoamericanos. Como afirma Siekmeier (2017), “Desde o começo, diferentes etnias e o isolamento de várias ilhas conspiraram para manter o Caribe fragmentado”, impedindo que se formassem grandes uniões e confederações. Porém, é importante destacar que a colonização nessa região da América Latina apresentou efeitos  particulares. Desde o início de sua colonização pelos europeus, o Caribe inseriu-se na economia mundial como produtor de commodities, sobretudo de açúcar. Esse papel na divisão internacional do trabalho perpetuou-se com a intensa globalização da economia mundial e o estabelecimento de multinacionais norte-americanas na região. Como explica Siekmeier (2017), “as potências imperiais podiam usar técnicas do tipo ‘dividir-para-conquistar’ para controlar a situação”, o que impediu, historicamente, a articulação de qualquer movimento separatista mais forte e estruturado nesses locais.
Ademais, as rebeliões contra o sistema escravocrata cumprem papel importante no imaginário social do povo caribenho e, portanto, influenciam o nacionalismo dos países da região. Logo, o nacionalismo caribenho constituiu-se como anti-escravocrata e tornou-se um instrumento de defesa da justiça no âmbito social e econômico. Frente a uma sociedade extremamente desigual e racialmente hierarquizada, na qual o universo branco sempre foi mais valorizado e visto como um ideal a ser seguido, surgiu um nacionalismo de tipo afro-caribenho que afirmava o valor da cultura, das tradições e da herança africana.
Por fim, é pertinente examinar as características da história cubana e haitiana para compreender o sentimento anti-americano presente no nacionalismo caribenho. Como fruto da única revolução bem sucedida liderada por escravos que deu origem a um estado na história, o Haiti buscou superar o caráter explorador da sociedade colonial e tornar-se uma democracia pós-revolucionária. No entanto, o que era o sonho dos revolucionários haitianos não se concretizou. Os haitianos encontraram como resposta para o fracasso do desenvolvimento do país - dentre outros motivos - a ocupação americana de 1916 a 1933 sob o pretexto de tentativa de estabilização política da ilha. Por conseguinte, consoante Siekmeier, “o nacionalismo haitiano conteve uma forte marca de sentimento anti-americano”.
No que tange à história cubana, a intervenção estrangeira também desempenhou um papel fundamental na formação do sentimento anti-americanismo no nacionalismo cubano. Cuba, sendo uma das últimas a se libertar do domínio imperial espanhol, teve sua independência efêmera usurpada pelos Estados Unidos, localizados apenas a noventa milhas ao norte da ilha. Isso aconteceu como resultado da intervenção dos EUA, estabelecendo um protetorado em Cuba. Essa experiência colocou Cuba no epicentro do imperialismo no final do século XIX e início do século XX, uma das principais forças impulsionadoras da globalização na época, onde as nações poderosas exerciam controle sobre as menos poderosas.
Fidel Castro, líder da Revolução de 1959 em Cuba, desenvolveu um forte antiamericanismo, diretamente relacionado à história de intervenção estrangeira em Cuba. Líderes dos EUA desde o final do século XVIII tinham olhado para Cuba com interesse, principalmente devido à sua proximidade à Flórida e ao seu potencial econômico. Durante o século XIX, alguns no sul dos Estados Unidos antes da Guerra Civil viram Cuba como uma possível adição aos estados escravistas, ampliando sua influência na competição com o norte. A Guerra Hispano-Americana de 1898 e a subsequente aquisição de Cuba pelos EUA estavam ligadas a interesses econômicos, incluindo investimentos em plantações de açúcar que serviam principalmente ao mercado dos EUA. Essa guerra também marcou a ascensão dos EUA como uma potência imperial, embora seu império fosse mais "informal", baseado em influência econômica e cultural, do que controle direto.
A política dos EUA durante a Guerra Hispano-Americana de 1898 teve um papel fundamental no crescimento do nacionalismo cubano e, ao mesmo tempo, alimentou o sentimento antiamericano. Quando os EUA auxiliaram na independência de Cuba, deixaram claro que não tinham a intenção de incorporar a ilha. Isso se devia em parte ao medo de criar conflitos raciais, uma vez que a elite política dos EUA não queria lidar com os desafios das tensões raciais associadas à incorporação de uma Cuba com uma grande população não branca. No entanto, embora não quisessem anexá-la, os líderes dos EUA não ofereceram reconhecimento diplomático oficial às forças independentistas cubanas, com receio de que uma Cuba verdadeiramente independente prejudicasse seus interesses. Em vez disso, os EUA estabeleceram um protetorado sobre Cuba, o que gerou ressentimento entre os cubanos e fortaleceu o nacionalismo cubano, muitas vezes acompanhado por sentimentos antiamericanos.
Além disso, é importante reconhecer que, no Caribe, para a maioria da população afro-caribenha, a noção de libertação nacional se diferenciou desde o início em comparação com outras partes da América Latina. As revoluções de pessoas escravizadas, embora extremamente importantes para a sua libertação, não desempenharam um papel tão significativo no desenvolvimento do nacionalismo no México, na América Central e na América do Sul. No entanto, no Caribe, estas revoltas tiveram um papel crucial na história afro-caribenha. Assim, o nacionalismo no Caribe estava intrinsecamente ligado a dois movimentos essenciais: a luta contra a escravidão e a busca pela igualdade política e justiça econômica para os afro-caribenhos.
O conceito de raça no Caribe difere substancialmente de muitas outras regiões, como a Europa e os Estados Unidos. Enquanto nos Estados Unidos, a chamada "regra de uma gota" era usada para determinar a raça com base em qualquer ancestralidade africana, mesmo mínima, no Caribe, a raça era categorizada de acordo com atributos culturais, como valores, tradições, costumes, estilo de vida, modo de falar e vestuário. No entanto, isso não significa que o Caribe tenha sido menos afetado pelo racismo; na verdade, a cultura afro-caribenha muitas vezes era considerada inferior, e a assimilação aos valores europeus era vista como uma forma de progresso.
Embora tenha ocorrido uma maior miscigenação racial no final do século XX e no início do século XXI, e a sociedade caribenha tenha se tornado mais tolerante em relação a pessoas de diferentes raças, a hierarquia racial ainda persiste. Os brancos são frequentemente considerados no topo dessa hierarquia, seguidos pelas pessoas de raças mistas, enquanto as pessoas de ascendência africana são frequentemente relegadas ao fundo. Essa hierarquia, embora mais sutil do que no século XIX, ainda exerce uma forte influência na região. Como resposta a essa hierarquia racial, o nacionalismo afro-caribenho surgiu, enfatizando o valor das culturas e heranças africanas em pé de igualdade com as tradições europeias, desafiando assim a cultura dominante de origem europeia no Caribe.

## Globalização e nacionalismos latino-americanos
A relação entre a América Latina e a globalização é complexa e multifacetada, abrangendo uma série de dimensões econômicas, políticas, sociais e culturais. Tendo em vista a diversidade da região e, consequentemente, da expressão dos diferentes nacionalismos, compreende-se que, embora este texto foque em uma dimensão geral do fenômeno, é fundamental lembrar que cada país, cada povo e cada nacional possuem especificidades singulares. Assim, após esta importante ressalva, entende-se que na América Latina, o que se verifica na primeira década dos anos 2000 não é tanto a presença de diversas identidades concorrentes, o que é esperado em um mundo cada vez mais globalizado, mas sim a persistência de alguma forma de identidade nacional como um fator significativo na vida de muitos latino-americanos.

### A expressão dos nacionalismos latino-americanos em relação aos Estados Unidos
Uma das origens da globalização na América Latina está ligada ao movimento pan-americano. Os ideais do pan-americanismo têm raízes que remontam à época da Doutrina Monroe, na qual as nações das Américas se viam como detentoras de uma abordagem superior à Europa no que se referia à resolução de conflitos. Enquanto os europeus frequentemente recorriam à violência e à guerra para solucionar suas disputas, as nações americanas, em certa medida, buscavam evitar conflitos por meio de encontros entre autoridades norte-americanas e latino-americanas. Além disso, os Estados Unidos buscaram excluir influências de potências estrangeiras em uma área estratégica para eles, a América Central e do Sul. Em 1903, eles conseguiram separar o Panamá da Colômbia e construíram o Canal do Panamá, o que reforçou seu interesse em manter a paz na região e garantir a “América para os Americanos”, ideal da doutrina.
Antes da Guerra Hispano-Americana, os EUA geralmente evitavam intervenções militares diretas na América Latina devido à falta de poder militar para apoiar seus objetivos. Em vez disso, utilizavam laços econômicos, especialmente investimentos do setor privado dos EUA, para promover uma América Latina favorável aos EUA, politicamente estável e potencialmente reformável à imagem dos Estados Unidos. Antes de 1898, os investimentos dos EUA na América Latina eram limitados, com exceção de Cuba, que recebeu grandes investimentos em plantações de açúcar. Os presidentes Woodrow Wilson e Franklin D. Roosevelt foram os que mais enfatizaram o pan-americanismo até 1945, uma visão que visava predominantemente aos interesses dos Estados Unidos. Esta perspectiva era caracterizada por um sistema racista e paternalista, conforme delineado por Elihu Root em seu discurso de 1906. Esse sistema, concebido para beneficiar os Estados Unidos, buscava reformar as instituições econômicas, sociais e políticas da América Latina à imagem dos EUA. Os líderes norte-americanos acreditavam que essa reforma, alinhada com os valores dos EUA, era fundamental para construir uma classe média na América Latina, que, por sua vez, promoveria a estabilidade pró-EUA a longo prazo. Essa convergência histórica ocorreu no início do século XX, quando o investimento direto dos EUA na América Central e partes da América do Sul, juntamente com intervenções militares norte-americanas, coincidiu com o crescimento do pan-americanismo.
O investimento dos EUA na América Central, impulsionado pela United Fruit Company, beneficiou uma elite local, enquanto as empresas de açúcar e petróleo dos EUA expandiam sua presença no Caribe e na América Latina. A globalização estava em curso, com os EUA desafiando as potências europeias pela influência na região. As intervenções militares dos EUA ocorreram em áreas com interesses econômicos significativos dos EUA, e o paternalismo racista permeou a ideologia subjacente, justificando a intervenção como uma necessidade para ensinar os povos locais a governar a si mesmos. No entanto, os líderes dos EUA viam essas intervenções como "males necessários" de curto prazo, acreditando que, a longo prazo, promoveriam a reforma e os ideais pan-americanos, levando à estabilidade e aceitação dos valores norte-americanos na América Latina.
Na metade do século XX, os líderes norte-americanos começaram a adotar uma retórica menos racista, alegando que todas as nações eram iguais na Organização dos Estados Americanos (1948). Isso era uma estratégia para atrair a adesão da América Latina na luta global dos EUA contra o comunismo. No entanto, os latino-americanos começaram a perceber que esse sistema favorecia mais os Estados Unidos do que eles. Na década de 1950, alguns latino-americanos começaram a criticar a dependência em relação a esse sistema, uma crítica articulada pela Comissão Econômica para a América Latina (CEPAL), liderada pelo economista argentino Raul Prebisch. A CEPAL reconheceu que, dado o declínio nos termos de troca em relação aos Estados Unidos, as nações latino-americanas teriam dificuldade em acumular capital para industrializar e diversificar suas economias.
A ascensão de Fidel Castro em Cuba em 1959 marcou o início de diferentes formas de globalização política competindo pelo apoio do mundo em desenvolvimento, o “Terceiro Mundo”. O comunismo de estilo soviético ofereceu uma abordagem de cima para baixo para o desenvolvimento, enquanto revoluções agrárias, inspiradas em modelos como os da China e Cuba, proporcionaram alternativas para nações não industrializadas que almejavam progresso. Os Estados Unidos responderam à Revolução Cubana com a Aliança para o Progresso em 1961, promovendo um modelo baseado na democracia representativa e na economia de mercado, embora tenham apoiado regimes autoritários na América Latina, desde que fossem anticomunistas. Com o fim da Guerra Fria, governos dos EUA, liderados por Jimmy Carter e Ronald Reagan, trabalharam de maneiras distintas para incentivar a democracia na América Latina. À medida que os governos autoritários perderam poder e a democracia ganhou força, surgiram preocupações com a desigualdade, levando, em alguns casos, ao ressurgimento do populismo, com líderes como Rafael Correa no Equador, Evo Morales na Bolívia e Hugo Chávez, seguido por Nicolás Maduro na Venezuela, os quais se destacaram por serem mais anti-americanos do que seus pares latino-americanos e por adotarem políticas econômicas nacionalistas, em contraste com os líderes da região nas décadas de 1940 e 1950.
Após o enfraquecimento do poder econômico dos Estados Unidos, com seu ápice na crise financeira de 2008, a América Latina experimentou uma globalização impulsionada por um número crescente de atores não americanos. Muitas nações latino-americanas buscaram parcerias com a China em busca de investimentos e acesso a mercados, enquanto a China, visando atender às necessidades de sua crescente população, estabeleceu acordos comerciais na região. Além disso, líderes latino-americanos, como Chávez, na Venezuela, buscaram laços com o Irã para demonstrar independência em relação à influência dos EUA.

### Identidade e movimentos de expressão nacional
A grande questão para a identidade latino-americana é se o tradicional senso de nacionalismo, enraizado no Estado-nação desde as guerras de independência do século XIX, terá um impacto duradouro na identidade dos latino-americanos. Embora hajam movimentos indígenas nos Andes e na Guatemala que continuarão a ganhar força, permanece ainda em aberto o grau de influência que têm sobre as políticas de suas nações. Sem dúvida, líderes latino-americanos de diferentes orientações políticas continuarão a recorrer à memória de figuras como Simon Bolívar e ao nacionalismo latino-americano em geral para promover um sentimento de orgulho nacional e, assim, buscar unidade. Entretanto, as armadilhas da tentativa de construir um nacionalismo regional latino-americano a partir dos alicerces do nacionalismo dos Estados-nação são consideráveis.
Um exemplo disso foi a tentativa de Hugo Chávez de promover a ideia de uma "República Bolivariana", uma espécie de ressurgimento da ideia da Gran Colômbia do início do século XIX, que buscava unificar as nações do norte da América do Sul. No entanto, essa proposta de organização regional enfrentou desafios significativos, uma vez que Chávez aspirava liderá-la, o que gerou disputas de liderança e dificultou a formação desse pacto regional.
Em última análise, com o avanço e a intensificação da globalização, os nacionalistas frequentemente sentem o receio de perder sua identidade nacional. Por isso, eles fortalecem o seu nacionalismo como uma espécie de "escudo" contra atores externos que estão se tornando cada vez mais influentes. O nacionalismo, em suas várias facetas complexas, se tornou e continuará sendo uma força poderosa para resistir a essas influências externas. Portanto, a identidade nacional permanecerá um componente fundamental da identidade da maioria dos latino-americanos. Com base nas tendências atuais, o nacionalismo continuará a ser um traço proeminente da identidade latino-americana.

### A cultura latino-americana
A cultura latino-americana, que antes era localizada em nações individuais ou focalizada na região da América Latina, agora se espalhou globalmente, e um exemplo disso pode ser visto na música. A música melancólica dos Andes, que tem raízes na tradição indígena e incorpora idiomas como aimará e quíchua, foi influenciada pelos espanhóis e ganhou popularidade em todo o mundo devido aos seus tons melancólicos. Grupos musicais que tocam essa música "tradicional" andina são comuns em locais que vão do Japão à Europa, e alguns deles passam mais tempo tocando no exterior do que nas próprias terras dos Andes.
Um exemplo notável é o grupo Kjarkas, originário de Cochabamba, Bolívia, que agora inclui um músico japonês. Isso reflete como a música andina está atingindo um público global e como a composição desses grupos também se tornou global. No entanto, mesmo enquanto alcançam uma audiência internacional, os Kjarkas mantêm um forte sentimento nacionalista. Em algumas de suas apresentações, eles exibem videoclipes que mostram cenas de protestos antineoliberais ocorridos na Bolívia em 2003, em resposta à venda de gás natural boliviano ao Chile. Portanto, em tempos de globalização, vemos como elementos culturais profundamente enraizados nas tradições andinas interagem com influências globais, criando uma fusão única e histórica entre nações e globalização.
Outra área que caracterizou uma percepção nacional das nações latinas é a literatura. A literatura latino-americana é notável por sua originalidade, inovação e autenticidade. Ao longo de gerações, os escritores dessa região têm alcançado reconhecimento internacional e estabelecido um impacto duradouro na história da literatura. Suas obras exploram temas universais, como amor, morte, identidade, poder, justiça social e os dilemas da condição humana, enquanto também capturam a singularidade e a riqueza da diversidade cultural de cada nação. Autores como Machado de Assis (Brasil), Carolina Maria de Jesus (Brasil), Teresa Cárdenas (Cuba), Lélia González (Brasil), Gabriel García Márquez (Colômbia), Jorge Luis Borges (Argentina), Julio Cortázar (Argentina), Pablo Neruda (Chile), Isabel Allende (Peru), Juan Rulfo (México), Jorge Carrera Andrade (Equador), Adela Zamudio (Bolívia), entre tantos outros, experienciaram, retrataram e exportaram a cultura latina para o mundo, por meio de suas fascinantes obras. Percebe-se, portanto, que a globalização, apesar de diversos efeitos controversos, possibilitou um maior reconhecimento mundial da cultura latina.